# 沙蠕虫属
沙蠕虫属（学名：Zachsiella）是蠕鳞虫科下的一个属。

## 下属物种
本属包括以下物种：
- 黑斑沙蠕虫 Zachsiella nigromaculata (Grube, 1878)，主要分布于南海、菲律宾、印度尼西亚。